# 尖吻鯻
尖吻鯻（学名：Rhynchopelates oxyrhynchus）也称尖突吻鯻，俗名斑梧、屎龟，是吻鯻屬的唯一一種，為輻鰭魚綱日鱸目鯻科的一屬，傳統上歸類於鱸形目。

## 分布
本魚分布於西北太平洋區，包括日本南部、台灣、中國沿海、韓國及菲律賓等半鹹水、海域，属于热带和亚热带近岸暖水性近底层鱼类。其一般生活于泥沙底质和岩礁附近、也可生活于河口水域或进入江河。该物种的模式产地在日本南部各海湾。

## 特徵
本魚體成紡錘型，側扁，吻尖，背高，體呈銀色，腹部白色，體側具數條深色縱紋，尾鰭截形，背鰭及尾鰭具黑色邊緣，體長可達25公分。

## 習性
成魚棲息在沿海河口回水區，以甲殼類及小魚為食，成魚會保護卵並搧動魚鰭提供足夠的氧，生活習性不明。

## 經濟利用
為具有商業價值的食用魚及養殖魚類。